# Max Förderreuther

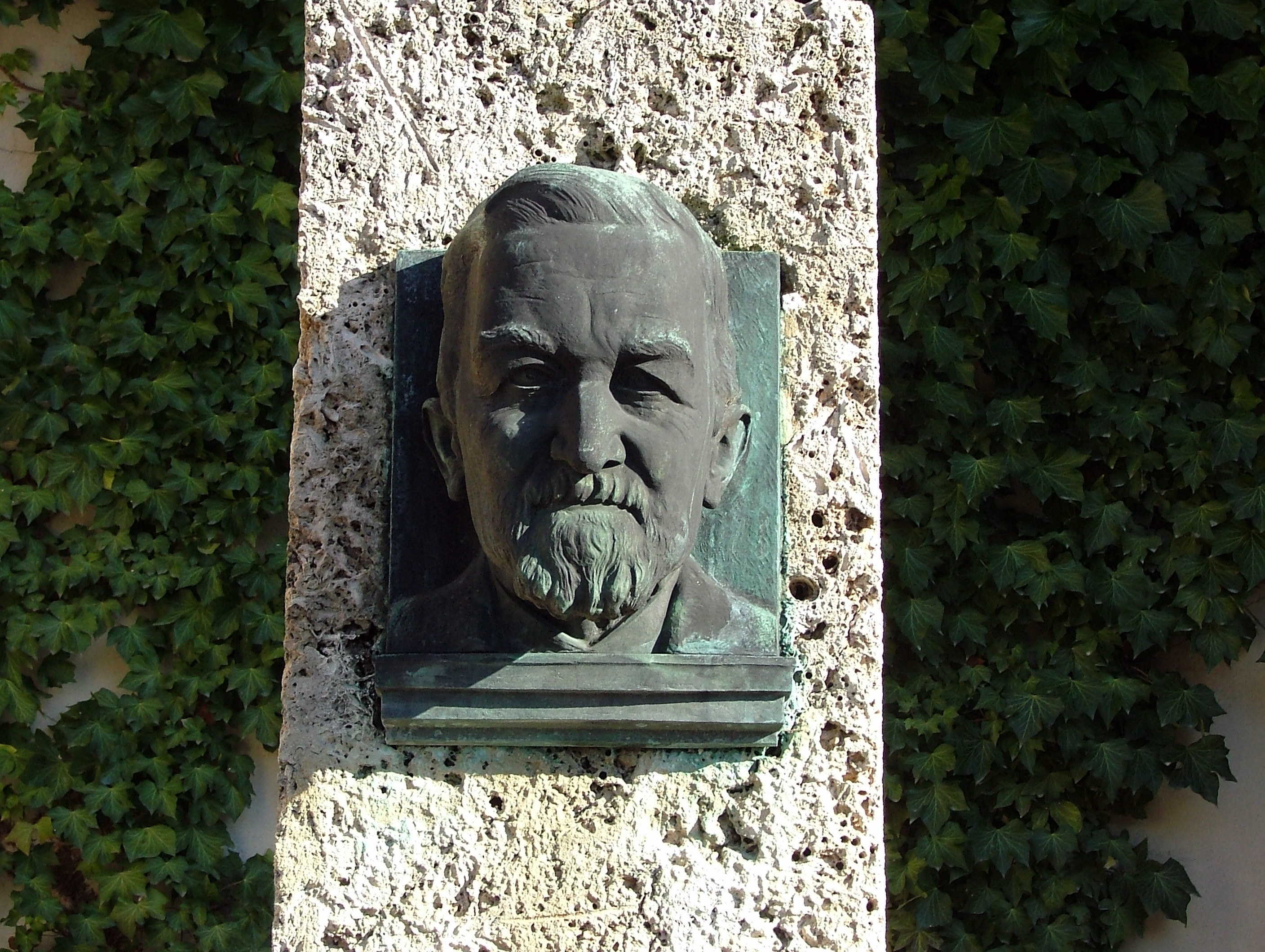
Max Förderreuthers Grabstelle mit Büste auf dem Evangelischen Friedhof Kempten

Max Förderreuther (* 10. November 1857 in Bamberg; † 11. Februar 1933 in Kempten (Allgäu)) war ein Oberstudiendirektor sowie Museums- und Heimatpfleger des Allgäus.

## Leben
Max Förderreuther, der Sohn eines Bahningenieurs und späteren Generaldirektionsrates, ist im Jahr 1857 in Bamberg auf die Welt gekommen. Von 1861 bis 1863 lebte er gemeinsam mit seinen Eltern in Würzburg. Danach wurde sein Vater aus beruflichen Gründen nach München versetzt. Dort besuchte Förderreuther das Maxgymnasium und studierte an der Technischen Hochschule.
1881 suchte der Kommerzienrat Probst in Immenstadt im Allgäu einen Hauslehrer und wurde bei Förderreuther fündig. So kam Förderreuther erstmals ins Allgäu. Für seine Anstellungsprüfung im Jahr 1884 schrieb Förderreuther über „Die Augsburger Kaufmannschaft in den bayerischen Herzogtümern während der ersten Hälfte des 15. Jahrhunderts“, veröffentlicht wurde diese Arbeit als ein Programm der Realschule in Kempten für das Schuljahr 1891/92. Nach mehreren Jahren als Aushilfslehrer und Assistent kam Förderreuther im Jahr 1886 nach Ludwigshafen am Rhein und 1891 auf die Königliche Realschule mit Handelsabteilung in Kempten. An dieser Schule wurde er im Jahr 1898 Professor und 1909 Rektor. In Kempten trat er der Sektion Allgäu-Kempten bei, deren Vorsitzender er von 1895 bis 1903 und von 1908 bis 1909 wurde. Er blieb dort bis 1911. In diesem Jahr wurde er an die Rupprechts-Kreisrealschule nach München und 1916 nach Bayreuth berufen. In diesen Jahren wurde Förderreuther auch zum korrespondierenden Mitglied der Geographischen Gesellschaft Münchens ernannt. 1913 wurde die Lehrkraft zum Ehrenmitglied des Historischen Vereins Allgäu ernannt.
Nach seiner beruflichen Karriere zog sich Förderreuther im Ruhestand zurück nach Kempten und nahm das Amt des Pflegers des Heimatmuseums an. Das Allgäuer Heimatmuseum wurde im Jahr 1925 eröffnet. Noch im gleichen Jahr wurde Förderreuther in die Liste der Ehrenbürger der Stadt Kempten aufgenommen und von Otto Keck porträtiert. Ebenso ist im Stadtarchiv eine Kreidezeichnung von Andor Ákos hinterlegt.
1933 verstarb Max Förderreuther im Allgäuer Heimatmuseum, einem symbolischen Ort für Förderreuther. Noch am Vormittag des gleichen Tags hatte er Otto Merkt ein Manuskript eines einstweiligen Museumskataloges übergeben. An Förderreuther erinnern neben seinem Ehrengrabmal auf dem Evangelischen Friedhof auch ein Weg in Kempten sowie Straßen in Oberstdorf und Sonthofen.

## Leistung und Werke
Bürgermeister Merkt bezeichnete Max Förderreuther als „Heimatpfleger des Allgäus“. Förderreuther schrieb eine große Zahl von Veröffentlichungen mit Bezug auf Kempten und Umgebung. Neben „Allgäuer Alpen. Land und Leute.“ schrieb Förderreuther im Kösel-Verlag die Geschichte „Aus dem Allgäu. Geschichten für jung und alt.“ Sie ist 1924 erschienen. Gemeinsam mit Martin Kellenberger verfasste Förderreuther das „Kemptner Heimatbuch“ im Jahr 1927. Dieses wurde der Stadt Kempten gewidmet und über mehrere Jahre hinweg den Schülern der Stadt zum Abschied von ihrer Schulzeit übergeben. Förderreuther war auch Mitglied des heute als Heimatverein Kempten bezeichneten Heimatpflegevereins.

## Schriften (Auswahl)
- Aus der Geschichte der Völker. 3 Bände. Kösel, München 1909–1915 (Digitalisat).